# Laduddens naturreservat
Laduddens naturreservat är ett naturreservat i Norrtälje kommun i Stockholms län.
Området är naturskyddat sedan 2019 och är 34 hektar stort. Naturreservatet ligger på Ladudden i nordöstra Uppland och består av kalkpåverkade och tidigare hävdade ängar och betesmarker, som i dag är bevuxna med blandskog och tallskog.  